# Pekingská univerzita zahraničních studií
Pekingská univerzita zahraničních studií (čínsky v českém přepisu Pej-ťing waj-kuo-jü ta-süe, pchin-jinem Běijīng Wàiguóyǔ Dàxué, znaky 北京外国语大学; česky doslova Pekingská univerzita cizích jazyků) je univerzita v Pekingu, hlavním městě Čínské lidové republiky. Hovorově je přezdívána Pej-waj (čínsky pchin-jinem Běiwài, znaky 北外).
Jedná se o nejstarší univerzitu zaměřenou na cizí jazyky založenou pod vedením Komunistické strany Číny. Její dějiny začínají roku 1941, kdy byl se sovětskou pomocí založen třetího odbor Protijaponské vojenské a politické univerzity zaměřený na výuku především ruštiny. Formální založení univerzity nastalo až po válce v roce 1949 a od svého založení až do začátku osmdesátých let dvacátého století spadala pod Ministerstvo zahraničních věcí Čínské lidové republiky, které je také hlavním zaměstnavatelem jejích absolventů. Od roku 1980 spadá pod Ministerstvo školství Čínské lidové republiky.
K roku 2016 bylo na univerzitě vyučováno 84 jazykům a studovalo zde přibližně osm tisíc studentů.